# الصحة العقلية في روسيا
الصحة العقلية مضمونة بموجب القانون الروسي، ويُعرف القانون الرسمي لها باسم «قانون الاتحاد الفيدرالي الروسي بشأن الصحة النفسية وحقوق المواطنين أثناء توفيرها» وهو الفعل القانوني الأساسي الذي ينظم الصحة النفسية في الاتحاد الفيدرالي الروسي ويُطبق ليس فقط على الأشخاص الذين يعانون من أمراض عقلية بل على كل المواطنين. هناك استثناء ملحوظ لهذا القانون لأولئك الذين يتمتعون بحصانة برلمانية أو قضائية.
وبسبب هذه الحقيقة، فمن المسلم به أن وظائف الطب النفسي ليست مقيدة بالتعرّف وحذف الشذوذات البيولوجية التي تسبب الأمراض العقلية وتخفيف معاناة المرضى بل تنطبق على نطاق حقوقهم المدنية. كان إقرار القانون إحدى الشروط الخمسة للقبول في عضوية الجمعية العامة للأطباء النفسيين وأخصائيي الأمراض العصبية في الرابطة العالمية للطب النفسي. أقرّ القانون في الثاني من يوليو عام 1992 وكان رقمه 3185-1.

## التاريخ

### الفترة الثورية
كان هناك نهج لامركزي متصاعد في العناية النفسية قبل عام 1917، إذ كانت هنالك مستشفيات صغيرة (تحتوي على 10 إلى 20 سرير) وعيادات خارجية أكثر وبعض التعاون مع القطاع الخاص. كان يُعتقد أن يتعامل الأطباء النفسيين مع القضايا الطبية العامة والأوبئة والأمراض المعدية ومعاقبة الشهود الجسدية وحضور الإعدامات. بعد ثورة عام 1905 كان هناك تدفق للمساجين السياسيين إلى المصحات. وفرت الزيمتوفات (مجالس المحافظات) المحلية ثلثي التمويل للخدمات النفسية والثلث الباقي وفرته الحكومة.
أنشأت مفوصية الصحة العامة لجنة الطب النفسي في أكتوبر عام 1917. أعطي الأطباء النفسيين تحكمًا عامًا بالمشافي، ومُولت الخدمات النفسية عن طريق الحكومة المركزية. وفرت جمعية الصليب الأحمر الروسي خدمات الدعم للجنود المصابين بأمراض عقلية حتى استولت مفوضية الصحة العامة على هذه الخدمات عام 1919، عينت المفوضية مستشارًا نفسيًا/عصبيًا للجيش الأحمر.

### الاتحاد السوفيتي
خلال فترة الاتحاد السوفييتي، لم يُعد معقولًا إصدار تشريعات خاصة تحمي الجزء المادي والقانوني للصحة العقلية، ولهذا تُركت خدمات الصحة العقلية دون تنسيق أو تنظيم. كان هنالك إرشادات فقط للأقسام الطبية والقانونية التي تنص على قواعد معينة للتعامل مع المريض العقلي وتفرض عقوبات معينة بحقه. نُشر دليلين لإدارة المرضى العقليين عامي 1961 و1971 على التوالي. أعد الدليلين المحامي ألكسندر رودياكوف والذي كان المستشار القانوني لرئيس الاطباء النفسيين في محافظة موسكو، وتضمن الدليلين أن أساس الاستضافة العاجلة في المستشفى تكون عندما يشكل المريض العقلي خطرًا على المجتمع. حتى عام 1988 لم يخضع الطب النفسي في الاتحاد السوفييتي لتنظيم قانوني، كان هناك أدلة للأقسام فقط، خاصةً تلك الصادرة من وزارة الصحة في الاتحاد السوفييتي وفقرة واحدة في التشريعات الصحية الأساسية في الاتحاد السوفييتي. قادت الصياغة الإشكالية في الدلائل للتطبيق الواسع والاعتباطي والذي كان يخضع للتحكم الكامل من الأطباء النفسيين. في غياب التحكم القانوني على أفعال الأطباء، أسهم التنظيم الإداري للعناية بالصحة العقلية بزيادة انهتاكات الأطباء النفسيين. في بداية عام 1988، اعتمد الاتحاد السوفييتي قانون الظروف والإجراءات لتوفير المساعدة النفسية والذي كان أول إجراء قانوني في حقل الطب النفسي ولعب دورًا إيجابيًا لصالح الطب النفسي السوفييتي. ومع ذلك، لم يحمي قانون عام 1988 حقوق المواطنين الذين وقعوا في حقل النشاط النفسي، ولم يحمي بشكل كامل المرض العقلي ولم يحتوي آليات مطورة للتحكم القانوني على أفعال الأطباء النفسيين ولم يتفق مع الدستور السوفييتي والمعايير الدولية.

### 1992
جرى تشريع القانون في روسيا تحت ظروف درامتيكية حتى باعتبار أن هنالك تأخير بثمانين عامًا لأي تشريع يخص الصحة العقلية وبالنظر إلى حقيقة أن الانتهاك السياسي للطب النفسي كان منتشرًا على أوسع نطاق ومُنكر لعقدين من الزمن من عام 1968 حتى 1988. عندما اقترب حكم السوفييت من نهايته أخِذ القرار بتطوير قانون يخص الصحة العقلية من قبل مسؤولين رفيعي المستوى تحت ضغط العقوبات الاقتصادية من قبل الولايات المتحدة الأمريكية. كان المبادر لإنشاء قانون جدي ومفصّل يخص الصحة العقلية نائبًا في آخر دورة لمجلس السوفييت الأعلى وهو مهندس شاب من مقاطعة الأورال. عندما سُئل لماذا يحتاج هو بصفته مهندسًا لهذا القانون، رد على سؤال سيمون جولزمان قائلًا: «كل هذه الديمقراطية ستذهب، والذين سيأتون بعدنا للحكم سيبدأون بالقمع، وأنا وأنت يا دكتور جولزمان سنحظى بوقت عصيب. لذا دعنا نمنع أولئك من هذا الاحتمال ونعتمد قانونًا متحضرًا ينهي احتمالية القمع باستخدام الطب النفسي». طُور القانون بمساعدة أطباء نفسيين شاركوا في الانتهاك السياسي للطب النفسي. أقر القانون في اجتماع للجنة الصحة في مجلس السوفييت الأعلى في خريف عام 1991، وبشكل خاص من خلال خطابات أربعة أعضاء من لجنة الجمعية العالمية للطب النفسي، ولكن هذا الحدث تبعه تفكك الاتحاد السوفييتي، ونتيجةً لذلك توقف العمل أوتوماتيكيًا على مسودة قانون الصحة العقلية. أنشئت لجنة جديدة عام 1992 تحت إدارة مجلس السوفييت الأعلى في روسيا الاتحادية واستخدمت مفهومًا جديدًا لتطوير القانون؛ كان ربع أعضاء الللجنة من ممثلي جمعية الطب النفسي المستقلة في روسيا. كان المطور الرئيسي للقانون هو سيفتلانا بولوبينسكايا من معهد الدولة والقانون في الأكاديمية الروسية للعلوم. كانت بولوبينسكايا المحامية الوحيدة في لجنة الاطباء النفسيين وقدمت احتجاجًا قاطعًا ضد ضم محامين آخرين للجنة.
أقر مجلس السوفييت الأعلى في روسيا الاتحادية القانون في الثاني من يوليو عام 1992. أصبح القانون فعّالًا منذ الأول من يناير عام 1993. للسنوات الأولى، واجه القانون تحديًا، إذ رآه الاطباء عبءً لا مبرر له ولم يُعلموا المرضى به. في عام 1993 طبعت جمعية الطب النفسي المستقلة في روسيا 50 ألف نسخة للقارئ العام، رفض عدد كبير من مدراء مستوصفات الأمراض النفسية في موسكو تعميم القانون. بمرور الوقت تذللت الصعاب التي واجهها القانون، وأصبح إجباريًا أن يعلم المريض القانون حتى يجري الفحص.

## نظرة عامة
يحتوي القانون على ستة أقسام وخمسين فقرة. يصف القسم الأول من القانون التوفير العام للعناية النفسية في روسيا ويغطي أشياءً مثل حق الشخص المصاب بمرض عقلي وطوعية الحصول أو رفض العلاج وإجراءات التشخيص والعلاج والتأكيد على المحافطة على السريّة الطبيّة للمرضى العقليين. يغطي القسم الثاني حالة توفير الرعاية النفسية بما في ذلك التوفير المالي. يصف القسم الثالث حقوق وواجبات العاملين في قطاع الصحة العقلية في روسيا، بالإضافة إلى المعاهد المرخصة التي توفر خدمات الصحة العقلية. يفصّل القسم الرابع بشكل مستفيض أنواع الرعاية النفسية وإجراءات هذه الرعاية بما في ذلك عملية الحجز. يضف الجزء الخامس دور وكالات إنفاذ القانون، بينما يغطي الجزء السادس الاستئناف ضد الرعاية النفسية.

## الأهمية العملية
يُعتبر اعتماد قانون الرعاية النفسية وحقوق المواطنين أثتاء توفيرها حدثًا يوفر عهدًا جديدًا في تاريخ الطب النفسي المحلي، وذلك بإنشاء أساسات الرعاية النفسية وأولًا وأخيرًا تسوية كل التدابير غير الطوعية من خلال الإجراءات القضائية. يُعد هذا القانون إنجازًا ضخمًا في الفترة ما بعد السوفييتية للطب النفسي الروسي والأساس للتعامل الجديد كليًا للمرضى العقليين بصفتهم أشخاصًا يتمتعون بكامل حقوقهم المدنية والسياسية وبكامل حريتهم.
لعل أهم الابتكارات الديمقراطية للطب النفسي الروسي هي هاتين الفقرتين في القانون:
1-   إلزامية الإجراء القضائي لكل التدابير غير الطوعية (الفحص والاستضافة والعلاج). ومع ذلك، خلال الاستضافة غير الطوعية في المشافي في السنوات السابقة لم يتبع طواقم المستشفيات إلزامية الإجراءات القضائية التي يوفرها القانون. وعلاوةً على ذلك في عام 2012 نشرت جمعية الطب النفسي المستقلة في روسيا ورقةً من خلال مستشارها القانوني السابق والذي اقترح في الورقة تعديلات على القانون بخصوص أساسيّة الحماية للصحة العامة في الاتحاد الروسي لتقنين الإشراف غير الطوعية للمستوصفات على الأشخاص المصابين بأمراض عقلية دون إبلاغ موافقتهم واتخاذ إجراء المحكمة. حُدد إنشاء إشراف المستوصفات على الأشخاص المصابين بأمراض عقلية في القسم الأول من الفقرة السابعة والعشرين لقانون الرعاية النفسية والذي يقود دائمًا لعواقب قانونية لهم مثل تقييد حقهم بإنجاز أنواع محددة من المهن الاحترافية والتي تؤدي إلى وجود مصدر متصاعد من الخطر.
2-   الادعاء المعلن على نطاق واسع بالمساواة الكاملة في الحقوق والحريات للأشخاص المصابين بمرض عقلي ولجميع المواطنين الباقين؛ الإشارة الواضحة إلى أنه لا يجوز تقييد الحقوق والحريات على أساس وجود تشخيص نفسي، أو تحت إشراف المستوصف، أو في جناح للأمراض النفسية للمرضى الداخليين أو في مؤسسة نفسوعصبية. لم يتطابق الادعاء مع ممارسة وكالات إنفاذ القانون بحيث تكون الحقوق متوافقة دون رقابة، إذ يمكن تقييد إرسال واستلام الطرود والحوالات والمواد المطبوعة واستخدام الهاتف واستقبال الزوار من خلال الطبيب المناوب ورئيس الوحدة أو رئيس الاطباء لشؤون صحية أو لسلامة المريض أو الآخرين. وإضافةً، أصرّ المستشار السابق بجمعية الطب النفسي المستقل في روسيا في ورقته أن الحق في التمشية اليومية يجب أن تُضاف إلى قائمة حقوق المرضى والتي يمكن أن تُقيد بناءً على طلب الطبيب المناوب أو رئيس الأطباء لمصلحة أو لصحة المريض والآخرين.
وفقًا للطبيبين النفسيين الروسيين فاليري كراسنوف وأيزاك غوروفيتش، فإن القانون يقلل ويمنع إضفاء الطابع المؤسسي على المرضى العقليين إذا كان سلوكهم لا يشكل خطرًا على الآخرين. ومع ذلك، فإن المادة 38، التي أدرجت ذات مرة في القانون بصفتها ضمانًا للمحافظة على القانون بأكمله لمرضى مستشفيات الطب النفسي، لا تزال غير فعّالة، ونتيجةً لذلك، فإن الخدمة المستقلة عن السلطات الصحية للدفاع عن حقوق المرضى في مستشفيات الطب النفسي لا تزال غير منشأة.